# Pic des Mouches
Pic des Mouches is met 1011 meter de hoogste berg in het bergmassief Montagne Sainte-Victoire in het zuiden van Frankrijk, dicht bij Aix-en-Provence. De top is te beklimmen vanuit Puyloubier.